# 蔡焜燦
蔡 焜燦（さい こんさん、ツァイ・クンツァン、1927年1月9日 - 2017年7月17日）は、台湾人の実業家。半導体デザイン会社・偉詮電子股份有限公司の創業者・董事長（会長）。知日派（当人は「愛日家」と自称）として知られる。司馬遼太郎の紀行文集『街道をゆく－台湾紀行』では案内役として老台北（ラオタイペイ）の愛称で登場する。

## 経歴
日本統治時代の台湾中部、台中州大甲郡清水街に生まれる。
台湾は1895年（明治28年）、日清戦争の結果、清国から日本へ割譲されている。この際、日本側は台湾の住民に2年間の国籍選択猶予を与え、清国籍を選ぶ者は自由に大陸に引き揚げることを認めた。当時16歳だった蔡焜燦の父はこの時、清国籍を選択し祖先の地であった福建省に渡ったが、当時の中国の腐敗した社会を熟知した叔父から台湾への帰還を勧められ、「日本人」として台湾へ戻った。こうして父子ともに日本人として生きていく道が決定した。
清水公学校に入学。清水公学校では1935年（昭和10年）当時、内地の小学校にもそれほど普及していなかった校内有線放送による視聴覚学習を実施していた。視聴覚学習では、童謡、詩吟、ラジオドラマ、神話、歴史などのプログラムのレコードが流された。高等科では16ミリフィルムによる映画の上映設備が置かれ、映像による歴史教育や時事ニュースのヒアリングなど、当時としては先進的な教育が行われていた。
1935年台湾中北部を大地震が襲った。この時、昭和天皇から遣わされた入江相政侍従長が罹災地の倒壊した民家を回り、見舞い金を下賜した。罹災した蔡の実家にも見舞い金が下賜され、この出来事によって少年だった蔡に皇室と日本への親近感が芽生えたといわれる。
1937年（昭和12年）、日中戦争（支那事変）が勃発。当時、公学校5年生の蔡は祖国日本への愛国心と犠牲的精神に燃えていた。
公学校を卒業後、台中州立彰化商業学校に入学。彰化商業学校では、当時の日本が南方進出を企図していた背景から、英語や北京語、マレー語が必須科目となっていた。1943年（昭和18年）には、戦局の悪化から体育教師が召集され、体育が得意であった蔡は、毎朝行われていた体操の指揮を一年半の間担当することになった。
1941年（昭和16年）、太平洋戦争が開戦する。翌1942年（昭和17年）、戦線の拡大に伴って台湾人にも志願兵制度が適用されるようになった。志願者が殺到する中、蔡も少年兵に応募し、彰化商業学校卒業後の1945年（昭和20年）1月に奈良市高畑の岐阜陸軍航空整備学校奈良教育隊（現・奈良教育大学）に入隊した。1945年（昭和20年）1月4日、入隊のため基隆港から輸送船「吉備津丸」に乗り内地に向かう。後に、当時京都帝国大学の学生で、学徒出陣により徴兵された李登輝元総統も同じ日に同じ輸送船で内地に向かっていたことを知る。岐阜陸軍航空整備学校奈良教育隊では航空機の整備などの専門分野ではなく、一般教科に多くの時間が割かれたという。
同年8月15日、日本は敗戦を迎える。同年12月に連合国軍の命令で台湾への帰還が命ぜられ、翌年の1946年（昭和21年）1月1日、駆逐艦夏月で台北に到着した。台湾を接収に来ていた中華民国の兵士の服装、態度がみすぼらしく不潔で、規律正しい日本軍とは似ても似つかぬ姿だったことに愕然としたという。
この後、台湾では中華民国兵士や警察による略奪、暴行や外省人の役人による不正が頻発する。国民党の官吏は大量の物資を接収し、上海の国際市場で競売にかけたため、台湾全土を強度のインフレが襲う。それは後に二・二八事件へと発展することになる。
台湾に戻ると体育教師になった。もとより体育を得意とし、学生時代からの夢であったこと、さらに戦後、公用語となった北京語を話せなくてもやっていけると考えたからであった。当時台湾の教育現場は収賄や不正が蔓延していた。ある日、卒業生に対して「心に太陽を持て」とメッセージを送ったところ、外省人の教師に「心に日章旗を持て」と子供たちに教えていると密告された。その後、難を逃れたものの、教師を辞することを決意する。
教職から離れさまざまな事業を起こすが、人間関係などで悩み経営から手を引くことになる。船舶会社代理店ジャパンラインの営業部長としてサラリーマン生活を始める。1968年（昭和43年）10月、会社の業務出張で戦後初めて日本の土を踏んだ。この時、祖国に殉じた英霊への鎮魂のため靖国神社を参拝した。その後、訪日時には靖国神社へ必ず参拝を行っている。
その後再び脱サラし、実業家としてウナギの養殖をはじめ、セイコー電子台湾法人会長などさまざまな事業に携わった。台湾・李登輝民主協会の名誉理事長も務めた。
2014年（平成26年）4月には、台湾にて日本の短歌を通じて日台の交流に貢献したとの理由で、日本国から旭日双光章が贈られた。
2017年（平成29年）7月17日、台北市内の自宅で死去。90歳没。

## 親族
実業家、人権活動家の蔡焜霖は弟。

## 著書・参考文献
- 『台湾人と日本精神 (リップンチェンシン) －日本人よ胸を張りなさい－』（2000年、日本教文社）ISBN 453106349X
  - 改訂版『台湾人と日本精神』小学館文庫、2001年／新装版・小学館、2015年
- 『これが殖民地の学校だろうか－母校「清水公学校」』（2006年、榕樹文化）
- 『今昔秀歌百撰』（特定非営利活動法人文字文化協會 2012年）

(岡崎久彦・蔡焜燦・遠藤浩一・藍川由美・福田逸・高島俊男・桶谷秀昭・稲田朋美・鷲尾英一郎・小堀桂一郎・笹原宏之・松本徹・市村真一・早川聞多・土田龍太郎)